# ريفيرسو
ريفيرسو (بالإنجليزية: Reverso) هي شركة متخصصة في الترجمة الآلية وبتقديمِ الخدمات اللغوية كما تعملُ على نشرِ عددٍ منَ القواميس على الإنترنت بما في ذلكَ تلك الخاصّة بالترجمة من لغات أخرى أو الخاصّة بالتدقيق الإملائي أو بتعليمِ قواعد الصرف والتحويل.

## التاريخ
أُسّست شركة ريفيرسو في عام 1998 بهدف توفير ترجمة فوريّة على النت، ثمّ زادت شهرتها عقبَ الثورة والنقلة التي عرفها العالم عقبَ ظهور الهواتف الذكيّة. بحلول عام 2013؛ أصدرت شركة ريفيرسو قاموس لغوي على النت بالاعتمادِ على ما يُعرف بالبيانات الضخمة وخوارزميات التعلم الآلي. وفي عام 2016 طوّرت الشركة من تقنياتها من خِلال إضافة خدمة ترجمة الكلمات والعبارات بناءًا على ترجمتها من قبل في الأفلام. يعتمدُ ريفيرسو بالأساس على العبارات المُترجمة في أفلام شبكة نيتفليكس وكذا الفيديوهات المُترجمة في يوتيوب ومحادثات تيد وغيرها منَ البرامج. بحلول عام 2018؛ أصدرت الشركة تطبيقًا للهواتف الذكيّة يجمع بينَ الترجمة وأنشطة التعلم.

## الخدمات
لدى شركة ريفيرسو أكثر من 40 مليون مستخدم في مُختلف منتوجاتها التي تتمحور بالأساس حول أدوات الترجمة وتعلم اللغات. تدعمُ الشركة عديدَ اللغات بما في ذلك اللغة الإنجليزية، الفرنسية، العبرية، الإسبانية، الإيطالية، الروسية، العربية وغيرها.
منذ تأسيسها؛ قدمت ريفيرسو أدوات للترجمة الآلية وحظيت بشهرة كبيرة خاصّة بعدَ اعتمادها على البيانات الضخمة وتسهيل الترجمة في سياقها الصحيح بدلَ الترجمة العشوائيّة متل تلك التي تُقدمها تطبيقات وبرامج أخرى على رأسها ترجمة جوجل. تعتمدُ النصوص المُترجَمة في ريفيرسو على الترجمات التي سبقَ نشرها خلال ترجمة الأفلام، الكتب والوثائقيات مما يُمكّن المستخدمين من معرفة سياق الكلمة فضلُا عن إمكانيّة سماع طريقة نطق الكلمة أو العبارة. يوفر التطبيق كذلك إمكانيّة تعلم اللغة عبر ترجمة بعض الكلمات الشائعة ووضعها في عددٍ من الأمثلة.
حصلَ تطبيقُ ريفيرسو على متجر جوجل بلاي على تقييم 4.7/5آ كما أَنتجت الشركة ملحق للبرنامج يُمكن تثبيتهُ على متصفح كروم وفايرفوكس للترجمة الفوريّة خِلال تصفح الإنترنت. ليسَ هذا فقط بل يعتمدُ الموقع على تقنيّة التعهيد الجماعي للسماح للمستخدمين بتقديم اقتراحات جديدة أو تصحيح أخرى خاطئة. يتوفر الموقع كذلكَ على أدوات تصريف الأفعال في عددٍ منَ اللغات إلى جانبِ أدوات التدقيق الإملائي للمُتعلّمين.

## الخلافات
في شباط/فبراير من عام 2018؛ تناقلت بعض المواقع الإعلاميّة معلومات تُفيد بأنّ تطبيق ريفيرسو يُعادي الساميّة بسببِ بعض الترجمات «غير المقبولة» هذه النتائج دفعت الرابطة الدولية لمكافحة العنصرية ومعاداة السامية تُهدد شركة ريفيرسو باتخادِ إجراءات قانونية ضدّها ما دفعَ الأخيرة إلى التوعد بحذف كل المحتوى المثير للجدل في غضون شهر واحد.